# C15H18O5
化学式C15H18O5（摩尔质量：278.3 g/mol）可能指：
- 马桑内酯，CAS号：2571-86-0
- 白花前胡醇，CAS号：28095-18-3
- 2-甲氧基亚苄基丙二酸二乙酯，CAS号：6768-22-5
- 3-甲氧基亚苄基丙二酸二乙酯，CAS号：6771-54-6
- 4-甲氧基亚苄基丙二酸二乙酯，CAS号：6768-23-6
- 银菊苦素B，CAS号：29431-84-3
- 11β,13-二氢莴苣苦素，CAS号：83117-63-9

|  | 这个同类索引页列出了具有相同分子式的化学物（即同分異構體）条目。 除非您是有意链接至本页，否则应将相应条目的内部链接指向正确的条目。 |